# Draco cyanopterus
Espèce
Synonymes
- Draco reticulatus var. cyanopterus Peters, 1867
- Draco everetti Boulenger, 1885

Statut de conservation UICN

 LC  : Préoccupation mineure
Draco cyanopterus est une espèce de sauriens de la famille des Agamidae.

## Répartition
Cette espèce est endémique des Philippines. Elle se rencontre sur Mindanao, sur Dinagat et sur Camiguin.

## Publication originale
- Peters, 1867 : Herpetologische Notizen. Monatsberichte der Königlichen Preussischen Akademie der Wissenschaften zu Berlin, vol. 1867, p. 13-37 (texte intégral).